# Braquage à l'ancienne
Cet article concerne le remake. Pour le film de 1979, voir Going in Style.
Pour plus de détails, voir Fiche technique et Distribution.
Braquage à l'ancienne (Going in Style) est une comédie américaine réalisée par Zach Braff et sortie en 2017. Il s'agit d'un remake du film Going in Style de Martin Brest, sorti en 1979.

## Synopsis
Willie Davis, Joe Harding et Albert Garner sont trois amis octogénaires à la retraite. L'entreprise pour laquelle ils ont jadis travaillé a délocalisé son activité et leur retraite est partie en fumée. Fauchés, ils décident de braquer la banque Williamsburg, qu'ils jugent responsable de leurs problèmes économiques.

## Fiche technique
Sauf indication contraire, les informations mentionnées dans cette section peuvent être confirmées par la base de données cinématographiques IMDb,  présente dans la section « Liens externes ».
- Titre français : Braquage à l'ancienne
- Titre original : Going in Style
- Réalisateur : Zach Braff
- Scénario : Theodore Melfi, d'après le film Going in Style écrit et réalisé par Martin Brest
- Musique : Rob Simonsen
- Direction artistique : Laura Ballinger
- Décors : Sara Parks
- Costumes : Gary Jones
- Casting : Avy Kaufman
- Montage : Myron I. Kerstein
- Photographie : Rodney Charters
- Producteurs : Donald De Line

Producteurs délégués : Bruce Berman (en), Tony Bill, Samuel J. Brown, Michael Disco, Toby Emmerich, Andrew Haas et Jonathan McCoy
- Sociétés de production : New Line Cinema, Village Roadshow Pictures, De Line Pictures, RatPac-Dune Entertainment et Warner Bros.
- Distribution : Warner Bros.
- Budget : 25 millions de dollars[1]
- Pays de production :  États-Unis
- Langue originale : anglais
- Durée : 96 minutes
- Genre : comédie, film de casse
- Dates de sortie :
  - États-Unis : 7 avril 2017
  - France : 3 mai 2017

## Distribution
- Michael Caine (VF : Frédéric Cerdal ; VQ : Jean-Marie Moncelet) : Joe Harding
- Morgan Freeman (VF : Benoît Allemane ; VQ : Guy Nadon) : Willie Davis
- Alan Arkin (VF : Philippe Catoire ; VQ : Jacques Lavallée) : Albert Garner
- Joey King (VF : Clara Poincaré ; VQ : Ludivine Reding) : Brooklyn, la petite-fille de Joe
- Maria Dizzia (VF : Sandra Valentin ; VQ : Hélène Mondoux) : Rachel Harding
- Matt Dillon (VF : Maurice Decoster ; VQ : Daniel Picard) : l'agent du FBI Hamer
- Ann-Margret (VF : Frédérique Cantrel ; VQ : Claudine Chatel) : Annie Santori
- Christopher Lloyd (VF : Michel Ruhl ; VQ : Yves Massicotte) : Milton Kupchak
- Siobhan Fallon Hogan (VF : Élisabeth Wiener ; VQ : Johanne Garneau) : Mitzi, la serveuse du snack
- John Ortiz (VF : Mathieu Lagarrigue ; VQ : Gilbert Lachance) : Jesus Garcia
- Peter Serafinowicz (VF : Boris Rehlinger ; VQ : Marc-André Bélanger) : Murphy, l'ancien gendre de Joe
- Kenan Thompson (VF : Diouc Koma ; VQ : Patrick Chouinard) : le manager Keith Schonfeld
- Josh Pais (VF : Luc Boulad ; VQ : Benoit Éthier) : Chuck Lofton, le banquier
- Richie Moriarty (VF : Vincent de Bouard ; VQ : François Godin) : Kyle Kitson
- Kenan Thompson : Agent de sécurité
- Precious Sipin : Cindy, agent de sécurité
- Seth Barrish (VF : Daniel Lafourcade) : Dr Helton
- Jeremy Bobb (VQ : Yves Soutière) : Donald Lewis
- Nancy Sun : Mandy
- Tony Arrigo (VF : Achille Orsoni) : Tony
Version française
  - Studio de doublage : Dubbing Brothers
  - Direction artistique : Jean-Marc Pannetier
  - Adaptation :

 Source et légende : version française (VF) sur RS Doublage et selon le carton du doublage français sur le DVD zone 2.

## Production

### Genèse et développement
En octobre 2012, New Line et Warner Bros. développent un remake du film Going in Style de Martin Brest. Le scénariste Theodore Melfi est chargé de l'écrire.
En janvier 2013, Don Scardino est pressenti pour le réaliser, comme Theodore Melfi, qui a écrit le scénario, qui est en négociation avec les studios pour le mettre en scène en septembre 2013.
Finalement, en novembre 2014, Zach Braff est annoncé comme réalisateur de ce remake, signant son troisième film après Garden State et Le Rôle de ma vie.

### Attribution des rôles
Le projet prend forme le 19 novembre 2014, jour où Zach Braff est donc annoncé réalisateur, rejoint par Morgan Freeman et Michael Caine dans les rôles principaux, des retraités octogénaires braqueurs de banque. Dustin Hoffman est envisagé pour jouer le 3e complice. Il est finalement remplacé par Alan Arkin en avril 2015. En août 2015, Joey King, Matt Dillon et Ann-Margret complètent le casting, dans le rôle de la petite fille de Joe (Michael Caine), l'agent du FBI Humer et l'amoureuse d'Albert (Alan Arkin) respectivement,,.
Morgan Freeman et Michael Caine se retrouvent pour leur 6e collaboration après la trilogie Batman de Christopher Nolan et les films Insaisissables et Insaisissables 2

### Tournage
Le tournage débute le 3 août 2015. Il a lieu à New York, notamment dans le Bronx et le Queens.

### Musique
La musique originale du film est composée par Rob Simonsen. L'album contient par ailleurs des chansons présentes dans le film, comme Dean Martin, Sam Cooke ou encore le groupe de rap A Tribe Called Quest.
Toutes les chansons sont écrites et composées par Rob Simonsen, sauf exceptions notées.
| Liste des titres | Liste des titres                                  | Liste des titres           | Liste des titres | Liste des titres | Liste des titres | Liste des titres | Liste des titres | Liste des titres | Liste des titres |
| No               | Titre                                             | Interprètes                | Durée            |                  |                  |                  |                  |                  |                  |
| ---------------- | ------------------------------------------------- | -------------------------- | ---------------- | ---------------- | ---------------- | ---------------- | ---------------- | ---------------- | ---------------- |
| 1.               | Memories Are Made of This                         | Dean Martin                | 2:17             |                  |                  |                  |                  |                  |                  |
| 2.               | St. Thomas                                        | Sonny Rollins              | 6:46             |                  |                  |                  |                  |                  |                  |
| 3.               | Feel Right                                        | Mark Ronson feat. Mystikal | 3:43             |                  |                  |                  |                  |                  |                  |
| 4.               | Hard to Handle                                    | Otis Redding               | 2:20             |                  |                  |                  |                  |                  |                  |
| 5.               | Can I Kick It?                                    | A Tribe Called Quest       | 4:14             |                  |                  |                  |                  |                  |                  |
| 6.               | Hey, Look Me Over                                 | Jamie Cullum               | 2:07             |                  |                  |                  |                  |                  |                  |
| 7.               | Hallelujah I Love Her So (reprise de Ray Charles) | Ann-Margret, Alan Arkin    | 1:30             |                  |                  |                  |                  |                  |                  |
| 8.               | Mean Old World                                    | Sam Cooke                  | 3:47             |                  |                  |                  |                  |                  |                  |
| 9.               | What a Diff'rence a Day Makes                     | Dinah Washington           | 2:31             |                  |                  |                  |                  |                  |                  |
| 10.              | Opening                                           |                            | 1:16             |                  |                  |                  |                  |                  |                  |
| 11.              | Foreclosure Notice                                |                            | 1:02             |                  |                  |                  |                  |                  |                  |
| 12.              | Willie and Kay                                    |                            | 0:36             |                  |                  |                  |                  |                  |                  |
| 13.              | Rat Pack Robbery                                  |                            | 4:20             |                  |                  |                  |                  |                  |                  |
| 14.              | FBI Closes In                                     |                            | 0:52             |                  |                  |                  |                  |                  |                  |
| 15.              | The Line Up                                       |                            | 2:47             |                  |                  |                  |                  |                  |                  |
| 16.              | The Wedding                                       |                            | 1:26             |                  |                  |                  |                  |                  |                  |
| 41:34            |                                                   |                            |                  |                  |                  |                  |                  |                  |                  |

## Accueil

### Critique
Le film reçoit des critiques globalement mitigées. Sur l'agrégateur américain Rotten Tomatoes, il n'enregistre que 46 % d'opinions favorables pour 130 critiques, avec une note moyenne de 5,3/10. Sur Metacritic, le film décroche une moyenne de 50/100, pour 31 critiques.
En France, le film obtient notamment une note moyenne de 3/5 sur le site Allociné, qui recense 19 titres de presse. Du côté des avis positifs, Caroline Vié écrit notamment dans 20 minutes « à la fois comédie de mœurs, polar à suspense et gentil brûlot anticapitaliste, ce film est fort réjouissant, notamment grâce à ses acteurs complices ». Dans CNews Matin, on peut lire « même si on connaît par cœur la musique, la mayonnaise prend parfaitement dans ce film de braquage d'un genre un peu particulier, perpétré par trois pieds nickelés octogénaires ». François Forestier de L'Obs est à peu près du même avis : « certes, ce n’est pas du grand cinéma, mais ça file la pêche : après tout, voler une banque, ce n’est pas voler ». Dans Le Parisien, Renaud Baronian décrit le film comme une « formidable comédie sociale qui donne à réfléchir sur la manière dont le monde moderne maltraite les personnes âgées ». Gilles Kerdreux de Ouest-France note « une délicieuse comédie avec trois grands du cinéma ». Dans Télérama, Guillemette Odicino souligne que « le sel de cette comédie sociale vient aussi de ses dialogues qui stigmatisent une Amérique de plus en plus ingrate avec sa classe ouvrière » et met en avant « son casting, millésimé mais frais ».
Du côté des critiques négatives, Alain Zind du site Critikat déplore que « le film n'atteint hélas jamais les sommets de burlesque et d'insolite conformes aux velléités stylistiques de Zach Braff ». Dans La Croix, Stéphane Dreyfus écrit notamment « une comédie sociale où l’abattage des acteurs, Michael Caine en tête, ne compense pas la forme rhumatisante ». Dans Le Figaro, on peut lire que le film « manque terriblement de style ». Jean-François Rauger du Monde regrette que « la présence de trois excellents comédiens (Alan Arkin, Michael Caine et Morgan Freeman) ne suffit pas à sauver le film de Zach Braff ».

### Box-office
| Pays ou région    | Box-office      | Date d'arrêt du box-office | Nombre de semaines |
| ----------------- | --------------- | -------------------------- | ------------------ |
| États-Unis Canada | 45 018 541 $    | 13 juillet 2017            | 14                 |
| France            | 381 970 entrées | 20 juin 2017               | 7                  |
| Mondial           | 84 618 541 $    | -                          | -                  |